# Johann Georg Wille
Johann Georg Wille (Obermühle (Gießen mellett), 1715. november 5. – Párizs, 1808. április 5.) német rézmetsző.

## Élete
Strasbourgban Schmidt rézmetszőnél tanult és vele együtt ment Párizsba, ahol különösen Rigaud festő vette pártfogásába. Csakhamar nagy elismerésre tett szert és korának legkiválóbb francia festői reá bízták műveik reprodukcióját, azonkivül főleg Terburg, Metzu, Mieris, Netscher és egyéb holland mesterek festményei után készített kitűnő metszeteket. A francia és dán király és a német császár udvari rézmetszője és a francia akadémia tagja volt. Tanítványai közül a legkiválóbbak: J. G. Müller, Bervic, Schmutzer, Dunker, Guttenberg és Ingouf. Önéletirását kiadta Duplessis (2 kötet, Párizs 1857).